# Левин, Лев Яковлевич
Левин Лев Яковлевич (1912, неизвестно — 1987, Москва) — советский учёный-металлург, промышленный руководитель. Кандидат технических наук. Лауреат Государственной премии СССР в области техники (1967).

## Биография
Родился в 1912 году.
Окончил Ленинградский политехнический институт. С начала 1930-х работал на Днепровском металлургическом заводе (Днепродзержинск).
В 1939—1941 годах — главный инженер завода «Криворожсталь». Умелый организатор производства, вывел из прорыва ДП-3. В 1941 году — один из руководителей эвакуации завода, последним покинул промышленную территорию, когда немецкие танки входили в Кривой Рог.
В 1941—1944 годах — начальник доменного цеха Нижнетагильского металлургического завода, в 1944—1955 годах — главный инженер.
С 1955 года работал на Череповецком металлургическом заводе, главным доменщиком «Союзметаллургпрома». Преподавал в вузе.
Кандидат технических наук, автор научных работ.
Умер в 1987 году в Москве.

## Награды
- Государственная премия СССР[1] в области техники (1967) — за достижение на доменной печи объёмом 2000 м³ наивысшей в мировой практике производительности на один агрегат за счёт комплексного внедрения новой техники и усовершенствования технологии;
- Орден Трудового Красного Знамени[1];
- Орден «Знак Почёта»[1].